# Biblioteca Pública Municipal de Nova Friburgo
Biblioteca Pública Municipal de Nova Friburgo é uma biblioteca pública mantida pela prefeitura do município, localizada na cidade de Nova Friburgo, Estado do Rio de Janeiro.

## História
Foi fundada em 31 de janeiro de 1941 pelo prefeito Dante Laginestra e um grupo de idealistas abnegados ligados à cultura, especialmente por Décio Monteiro Soares, seu primeiro diretor. Dona Margarida Liguori esteve durante cerca de 50 anos à frente da diretoria da biblioteca, que funcionava na Casa do Barão, na Praça Getúlio Vargas. O acervo da Biblioteca Municipal, que já foi considerado uns dos mais importantes do Estado do Rio de Janeiro, foi transferido para o primeiro andar do antigo prédio do Banco do Brasil, onde hoje funciona a Câmara Municipal de Vereadores da cidade. Conta com um acervo de cerca de 30 mil volumes. Em 2015, foi reinaugurada.